# George Dahl

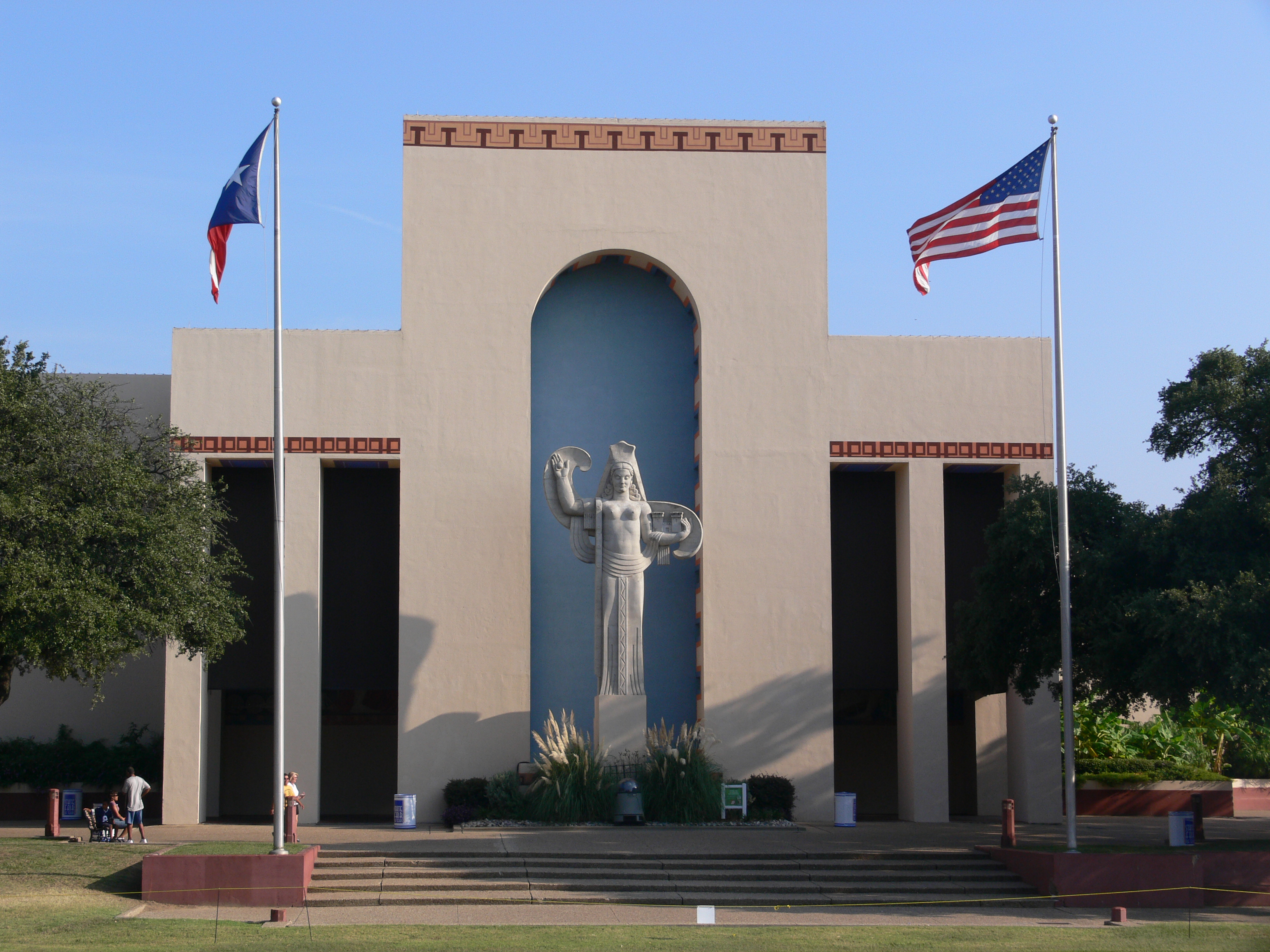
Edificios art déco en el Parque de la Justicia de Dallas

George Leighton Dahl (11 de mayo de 1894 - 18 de julio de 1987) fue un destacado arquitecto estadounidense radicado en Dallas, Texas durante el siglo XX. Sus contribuciones más notables incluyen las estructuras art déco del Fair Park, mientras supervisaba la planificación y construcción de la Exposición del Centenario de Texas de 1936. En 1970, anticipando el inminente crecimiento comercial provocado por el inminente desarrollo del Aeropuerto Internacional de Dallas / Fort Worth, diseñó el edificio del First National Bank of Grapevine en 1400 South Main Street. Esta estructura cubista icónica sirvió como un presagio del próximo desarrollo económico del área.

## Formación
George Dahl nació en Minneapolis de padres inmigrantes noruegos, Olaf G. y Laura (Olsen) Dahl. Recibió un B. Arch.  de la Universidad de Minnesota y un M. Arch.  de la Universidad de Harvard en el año 1923. Posteriormente pasó dos años en Italia becado en la Academia Americana en Roma.

## Carrera
En 1926, comenzó a trabajar para Herbert M. Greene Co. en Dallas, Texas. Se convirtió en socio de la firma de Greene en 1928, y el nombre de la firma se cambió a Herbert M. Greene, LaRoche y Dahl (más tarde, LaRoche y Dahl).
En 1943, Dahl fundó su propia firma, George Leighton Dahl, Arquitectos e Ingenieros, con práctica a nivel nacional. Dahl fue también un pionero en la construcción rápida. Tras su jubilación en 1973, había producido unos 3.000 proyectos en todo el país, que se estiman en un valor de 2 mil millones de dólares.
Falleció en Dallas a los 93 años de edad.

## Obras significativas
Proyectos de Dallas:
| Año        | Edificio                                  | Dirección                         |
| ---------- | ----------------------------------------- | --------------------------------- |
| 1927       | Neiman Marcus Building                    | 1618 Main Street                  |
| 1929       | Titche-Goettinger Building                | 1900 Elm Street                   |
| 1930       | Volk Brothers Building                    |                                   |
| 1934       | Singer Building (Dallas, Texas)           | 1514 Elm                          |
| 1936       | Tower Building                            | Fair Park                         |
| 1936       | Esplanade of State                        | Fair Park                         |
| 1936       | Cotton Bowl                               | Fair Park                         |
| 1938, 1972 | Hillcrest State Bank                      | First drive-through bank          |
| 1947       | Mayfair Department Store                  | 141 Elm Street                    |
| 1948       | American Poster & Printing Building       | 1600 S Akard Street               |
| 1949       | Remington Rand Building                   | 2100 N Akard Street               |
| 1949       | Dallas Morning News Building              | 508 Young Street                  |
| 1949       | Merchants State Bank                      | Ross/Henderson                    |
| 1949       | Philipson's Fashions                      | Elm/St Paul                       |
| 1950       | Employers Insurance Building              |                                   |
| 1950       | Great American Reserve Insurance Building | 2020 Live Oak Street              |
| 1951       | Park Cities YMCA                          | 6000 Preston Road                 |
| 1953       | Mrs. Baird's Bakery                       | Central Expressway/Mockingbird    |
| 1955       | Old Dallas Central Library                | 1954 Commerce Street              |
| 1956       | Congregation Shearith Israel              |                                   |
| 1957       | Dallas Federal Savings and Loan           | 1505 Elm Street                   |
| 1957       | Dallas Memorial Auditorium                |                                   |
| 1962       | The Whittle Music Building                | 2733 Oak Lawn Avenue              |
| 1964       | Southwestern Life Building                | Ross/Akard                        |
| 1965       | Owen Fine Art Center                      | Southern Methodist University     |
| 1965       | First National Bank Tower                 | 1401 Elm Street                   |
| 1969       | Turtle Creek Village                      | Oak Lawn/Blackburn                |
| 1970       | LTV Aerospace                             | Grand Prairie                     |
| 1970       | First National Bank of Grapevine          | 1400 South Main Street, Grapevine |
| 1971       | Earle Cabell Federal Building             |                                   |

Otros Proyectos:

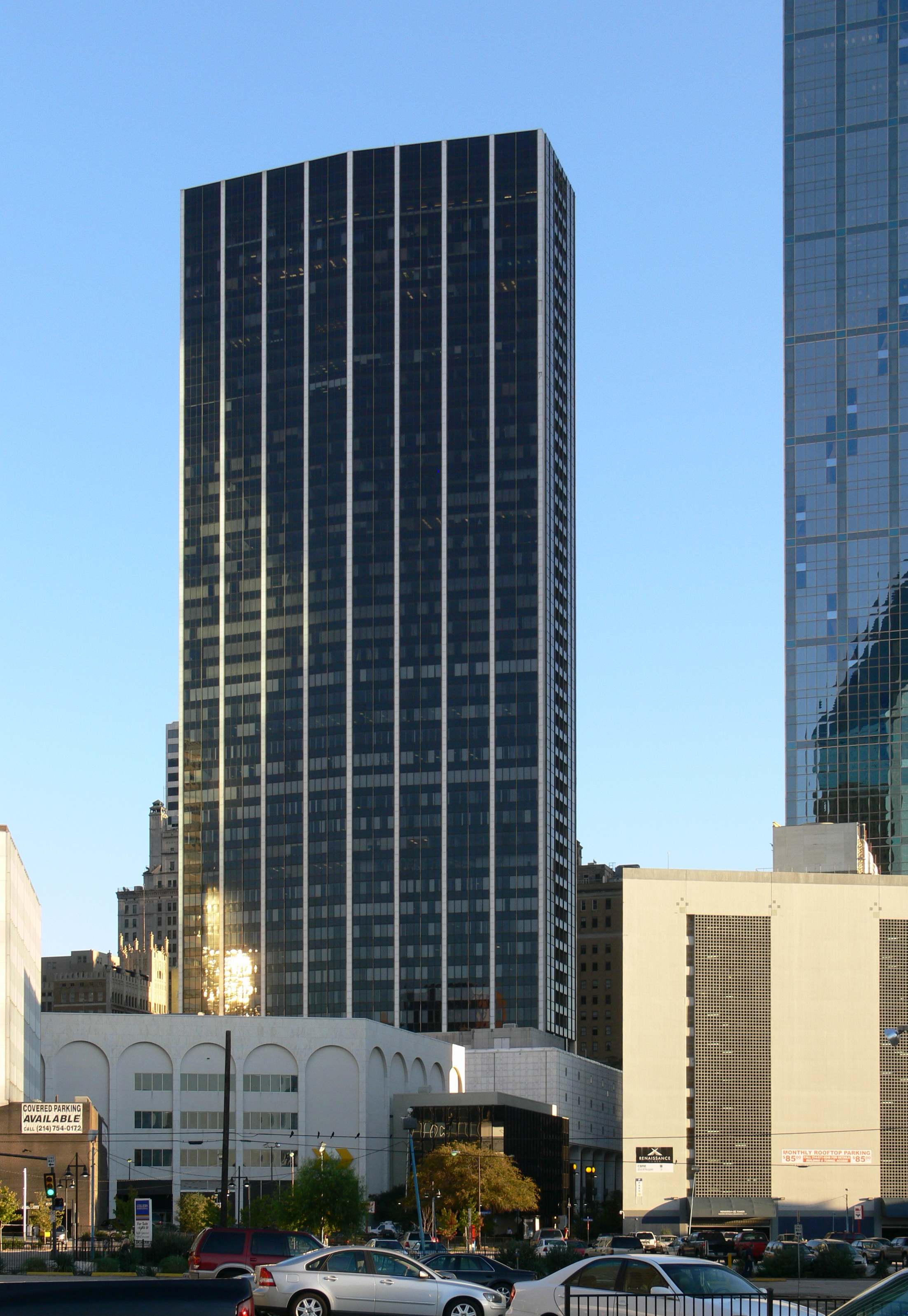
Torre de Banco First National (Elm Place)

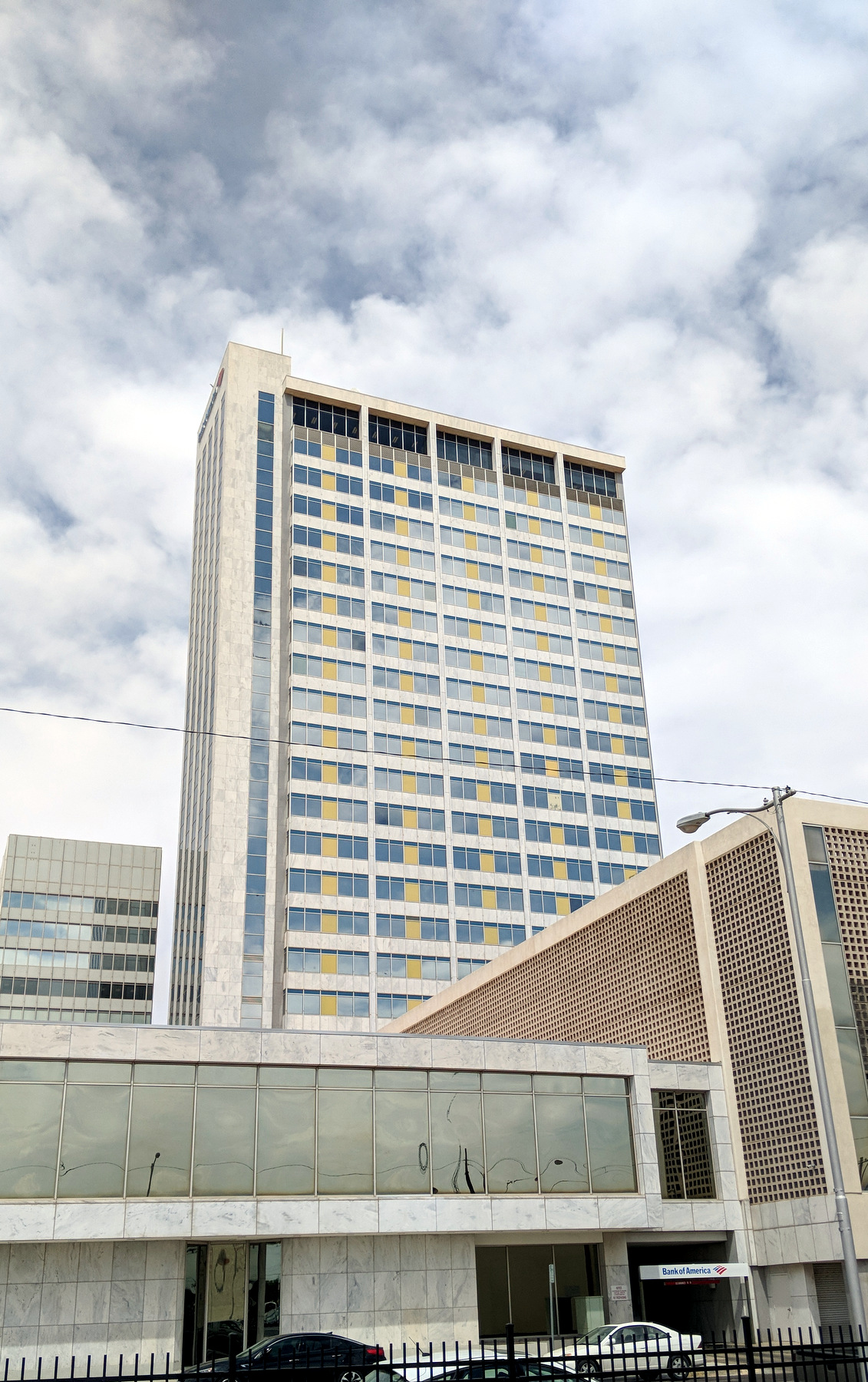
303 W. Wall St., Mildand, TX; anteriormente el Banco First National, todavía el edificio más alto en Midland, TX en 2018

- First National Bank Building, 303 W. Wall St., Midland, TX, 1952[4]
- Tanglewood Resort, Lake Texoma, 1960
- DC Stadium, later renamed to RFK Stadium, Washington, D.C., 1962
- Medical facilities for: Dallas Methodist Hospital, Dallas Public Health Center
- Central Library for The University of Texas at Arlington[5]
- Texas Hall for The University of Texas at Arlington[6]
- Education facilities for: University of Texas, University of North Texas, East Texas State College, University of Plano, Southern Methodist University, Jesuit High School
- Prisons for the Texas Department of Corrections
- Retail stores for Sears, Roebuck and Co.